# 松本沙羅
松本 沙羅（まつもと さら、1992年5月25日 - ）は、日本の女性声優。千葉県出身。ケンユウオフィス所属。

## 略歴
専門学校東京アナウンス学院出身。その後、Talk backに2年間通い、ケンユウオフィス預かりとなる。
韓国ドラマ『馬医』で声優デビュー。

## 人物
趣味として神社仏閣調べ、体を動かすこと、特技としてはラジオ体操第一を挙げている。

## 出演
太字はメインキャラクター。

### テレビアニメ
2016年
- NARUTO -ナルト- 疾風伝（アカデミーの生徒）
- 僕だけがいない街
- 双星の陰陽師（女、幼少の士門）
- アイドルメモリーズ（女の子、女子生徒）
- ヘボット!（イノサブロー）

2017年
- 銀の墓守り（ワンチョイ、係員A、陸水銀〈幼少期〉、ベイラ）
- BORUTO-ボルト- NARUTO NEXT GENERATIONS（2017年 - 2023年、雀乃なみだ、リョウギの母、タギツヒメ、コクシの妻、テンマ〈幼少期〉、ヤツメ 他）
- ベルセルク（少年）
- 潔癖男子!青山くん（女子生徒、小学生の青山、店員〈ウェイトレス〉、団員〈魔導師☆アキ〉、家庭科教師 他）
- 最遊記RELOAD BLAST（幼い悟浄）
- 僕の彼女がマジメ過ぎるしょびっちな件（女子生徒）
- それいけ!アンパンマン（2017年 - 2023年、ネコ美、こども、女の子、オニオンおに、クマのお母さん 他）

2018年
- 鬼灯の冷徹（女性）
- メジャーセカンド（谷川イーグルス 選手C、谷川イーグルス 選手B）
- からくりサーカス（ピート）

2019年
- みだらな青ちゃんは勉強ができない（長谷部順、コンパニオン）
- 世話やきキツネの仙狐さん（中野〈少年〉）
- この音とまれ!（来栖妃呂） - 2シリーズ
- ドラえもん（テレビ朝日版第2期）（女の子たち）
- 胡蝶綺 〜若き信長〜（おこう、子供、お鶴、奥山盛昭）

2020年
- 僕のヒーローアカデミア（2020年 - 2024年、生駒小麿里） - 2シリーズ
- サザエさん
- シャドウバース（進藤シイ、進藤ロク）
- LISTENERS リスナーズ（子供A、カウンシル部隊）
- 半妖の夜叉姫（2020年 - 2022年、日暮とわ） - 2シリーズ
- ツキウタ。 THE ANIMATION2（子分A、小学生A、アナウンサー、インタビュアー、生徒B）
- 禍つヴァールハイト -ZUERST-（モンスター）
- ブラッククローバー（ガルガリア）
- ヒーリングっど♥プリキュア（斎藤えりこ）

2021年
- バック・アロウ（ジム、リュート市民女性）
- 遊☆戯☆王SEVENS（側近、ゴーハ社幹部、手令カモメ）
- 怪病医ラムネ（優）
- トロピカル〜ジュ!プリキュア（2021年 - 2022年、小町なおみ、部員、高月春奈、女子生徒、書記 他）
- バクテン!!（子供）
- 七つの大罪 憤怒の審判（少年エスカノール）
- ジャヒー様はくじけない!（アナウンサー、小学生男子、運転手、女子生徒B、佐藤 他）
- キングダム（甘秋、羌族B、幽族B）
- TSUKIPRO THE ANIMATION 2（司会者、雲母）
- 見える子ちゃん（化け物）

2022年
- 東京24区（翠堂コウキ〈小学生〉、アナウンサー、肉の万来妻）
- 最遊記RELOAD -ZEROIN-（妖怪の子供）
- BIRDIE WING -Golf Girls' Story-（2022年 - 2023年、シャーロット） - 2シリーズ
- それでも歩は寄せてくる（放送部員）
- もっと!まじめにふまじめ かいけつゾロリ（坊ちゃん）
- よふかしのうた（夕真昼〈9歳〉）
- うる星やつら (2022)（2022年 - 2024年、アヤ、昔話キツネ、バニーガール） - 2シリーズ
- デュエル・マスターズ WIN（少年B）
- 新米錬金術師の店舗経営（カテリーナ・スターヴェン）
- チェンソーマン（姫野の妹）

2023年
- ジョジョの奇妙な冒険 ストーンオーシャン（マイク）
- 大雪海のカイナ（盗賊団少年）
- 氷属性男子とクールな同僚女子（母）
- それしか ないわけ ないでしょう（お兄ちゃん）
- 魔法使いの嫁 SEASON2（生徒）
- 勇者が死んだ!（孤児）
- 夢見る男子は現実主義者（藍沢レナ）
- ゾン100〜ゾンビになるまでにしたい100のこと〜（香坂すみれ）
- アンデッドガール・マーダーファルス（ファティマ・ダブルダーツ）
- ひろがるスカイ!プリキュア（四宮たまき）
- 私の推しは悪役令嬢。（ロレッタ＝クグレット）
- Helck（少年ヘルク）
- カミエラビ（2023年 - 2024年、ホノカ / 佐和穂花 - 2シリーズ
- デッドマウント・デスプレイ（阿牙倉ダリア）
- 呪術廻戦 懐玉・玉折/渋谷事変（一般人）
- 名探偵コナン（女性）
- 葬送のフリーレン（領主）

2024年
- クレヨンしんちゃん（お姉さんA）
- 遊☆戯☆王ゴーラッシュ!!
- 終末トレインどこへいく?（住人、えのき）
- 夜のクラゲは泳げない（男子）
- THE NEW GATE（ツバキ・イグニート）
- シンカリオン チェンジ ザ ワールド（ヒロ）
- 烏は主を選ばない（子どもの雪馬）
- 多数欠（一之瀬龍太〈子供〉）
- ブルーロック VS. U-20 JAPAN（子供B、チームメイト、子供）
- らんま1/2 (2024)（女子生徒）
- 七つの大罪 黙示録の四騎士（少年ジェイド）

2025年
- 青の祓魔師 終夜篇（祓魔師）
- 異修羅（子供）
- 薬屋のひとりごと（女官）
- 水属性の魔法使い（リン）
- その着せ替え人形は恋をする Season 2（水野えりか）
- 雨と君と（店員）

### 劇場アニメ
- 二ノ国（2019年、モコモコ）
- エルマーのぼうけん（2022年、エルマー・エレベーター）
- 大雪海のカイナ ほしのけんじゃ（2023年）
- 機動戦士ガンダムSEED FREEDOM（2024年）

### OVA
- 銀河英雄伝説 Die Neue These 星乱（2019年、サビーネ・フォン・リッテンハイム）
- 忘却バッテリー（2020年、要圭〈7歳〉） - ジャンプスペシャルアニメフェスタ2020上映作品

### Webアニメ
- 銃娘:ガンガール（2017年、アカナ[19]）
- Plott (2020年 - 2024年[20][21])
  - 秘密結社ヤルミナティー（ハック、タブー） - 他5作品[一覧 7]
- 攻殻機動隊 SAC 2045（2020年、カナミ）
- もっと!まじめにふまじめ かいけつゾロリ ゾロリのへや（2022年、ダイエット坊ちゃん）
- 伊藤潤二『マニアック』（2023年、友樹[22]）

### ゲーム
2016年
- オーディンスフィア レイヴスラシル（プーカ行商）
- 刻のイシュタリア（2016年 - 2017年、流浪の剣豪テッソ、復活祭の兎鼠ジソ、流体の癒し手メスメル、聖誕祭の幽鬼タキシム）

2017年
- Horizon Zero Dawn
- リディー&スールのアトリエ 〜不思議な絵画の錬金術士〜

2018年
- 言な絶えそね-行田創生RPG-（ヲワケ臣）
- DJノブナガ（サラッシー）

2019年
- モンスターストライク（2019年 - 2022年、クレヨニッツ、ベイカーズ、ヴォーパルソード）
- ポケモンマスターズ / EX（2019年 - 2025年、マイ）

2020年
- ライフ イズ ストレンジ2（ダニエル・ディアス）
- ユートピア・ゲート〜双子の女神と未来へのつばさ〜（レアー、マナ）

2021年
- ワールドフリッパー（カペラ）

2022年
- ヘブンバーンズレッド（2022年 - 2024年、月城最中）

2023年
- デュエル・マスターズ プレイス（爆走鬼娘モエル・ゴー、虚構の影バトウ・ショルダー、アクア・インテリジェンス 3rd G 他）
- キュービックスターズ（ヴォーパルソード）
- 超探偵事件簿 レインコード（アマたん）
- グランブルーファンタジー（幼い頃のサビルバラ）

2024年
- グランブルーファンタジー リリンク
- 百英雄伝 (ロディ）
- けものフレンズ3（ハゲワシ）
- ライドカメンズ
- ガンダムブレイカー4（シーナ）

2025年
- モンスターハンターワイルズ（アルマ）
- 虹彩都市（芍薬根々）

### ドラマCD
- けいさつのおにーさん（2016年、女性）
- よるとあさの歌（2016年、女性客）

### 吹き替え

#### 映画
2015年
- クリスマスを取り戻せ 〜リトル・ドラゴンとサンタの魔法の石〜（フィン〈デヴィッド・デビリアース〉）
- はじまりのうた（レイチェル、ミム、グレーの少年 他）

2016年
- イット・フォローズ（ヤラ〈オリヴィア・ルッカルディ〉）
- SHERLOCK/シャーロック 忌まわしき花嫁（メアリー・ジェーン〈ステファニー・ハイアム〉）
- 大統領の執事の涙（幼少期のセシル）※BSジャパン版

2017年
- 戦場のメロディ（オ・ドング〈チョン・ジュンウォン〉）
- マイ・キングダム: 家族が教えてくれたこと（ビッパ）

2018年
- ヴァレリアン 千の惑星の救世主（司令室の軍曹）
- ザ・アウトロー（マケーナ）
- ワンダー 君は太陽（マイルズ〈カイル・ハリソン・ブライトコフ〉）
- フューチャーワールド（アッシュ〈スキ・ウォーターハウス〉）

2019年
- シャザム!（幼いサデウス〈イーサン・プギオット〉）※劇場公開版
- 僕のワンダフル・ジャーニー（少年時代のトレント〈イアン・チェン〉）
- ムトゥ 踊るマハラジャ（パドミニ〈スバーシュリー〉）
- ウトヤ島、7月22日（エミリア〈エリ・リアノン・ミュラー・オズボーン〉）

2020年
- ナイト・オブ・シャドー 魔法拳（ワンヤオ）
- ロンドン・バーニング（グレイス〈ナオミ・アッキー〉）
- T-34 レジェンド・オブ・ウォー（アーニャ〈イリーナ・スタルシェンバウム〉）
- 野獣処刑人 ザ・ブロンソン（イサベル〈レイア・ペレス〉）
- 男と女 人生最良の日々（テス〈テス・ローヴェルニュ〉）
- ゴールデン・ジョブ（ルル〈チャン・ヤーメイ〉）
- 無敵のドラゴン（ニン〈ステフィ・タン〉）
- ナイブズ・アウト/名探偵と刃の館の秘密（メグ・スロンビー〈キャサリン・ラングフォード〉）
- パラサイト 半地下の家族（パク・ダヘ〈チョン・ジソ〉、パク・ダソン）※ソフト版
- 新喜劇王（シウマイ〈ジン・ルーヤン〉）
- ジェイド・ダイナスティ 破壊王、降臨。（碧瑶〈モン・メイチー〉）
- グッド・ボーイズ（マックス〈ジェイコブ・トレンブレイ〉）

2021年
- オハナ
- 魔女がいっぱい（昔のおばあちゃん〈ミランダ・サーフォ・プペラ〉）
- ザ・パージ:魔法少女狩り（クレア〈ギデオン・アドロン〉）
- グランパ・ウォーズ おじいちゃんと僕の宣戦布告（ピーター〈オークス・フェグリー〉）
- ケイト
- モンタナの目撃者（コナー〈フィン・リトル〉）
- ヴェノム:レット・ゼア・ビー・カーネイジ

2022年
- 悪魔のいけにえ -レザーフェイス・リターンズ-
- ジョーズ2（ブルック〈ジジ・ヴォーガン〉） - BSテレ東版
- モービウス（少年時代のマイロ〈ジョセフ・エッソン〉）
- シニアイヤー（高校生のステファニー）

2023年
- アート・オブ・ウォー（ジュリア〈マリエ・マチコ〉）※Netflix版
- 別れる決心（ガイン〈チョン・ハダム〉）
- イコライザー THE FINAL（エマ・コリンズ〈ダコタ・ファニング〉）
- カサンドロ リング上のドラァグクイーン

2024年
- サンクスギビング（ジェシカ〈ネル・ヴェルラーク〉）
- ハンガー・ゲーム0

#### ドラマ
- ジ・アメリカンズ シーズン3
- シカゴ・メッド
- 馬医（2013年、パク・ウンビ〈ホ・イスル〉）
- HAWAII FIVE-0 シーズン6 #18（2016年）
- マスケティアーズ/三銃士（2016年、ルイ・アマデュー）
- イニョプの道（2016年、サウォル）
- カウンターパート/暗躍する分身
- ザ・クラウン（2016年、マイケル）
- スタートアップ（2016年）[57][リンク切れ]
- 千年医師物語 -PART1-/-PART2-（2016年、子供時代のロブ[58][リンク切れ]）
- アウトキャスト（2017年）
- グリーンリーフ（2017年、ダニエル・ターナー）※Netflix版[59][リンク切れ]
- サイムダン 色の日記（2017年、ヒョルリョン[60][リンク切れ]）
- トッケビ〜君がくれた愛しい日々〜（2018年、チ・ウンタク〈キム・ゴウン〉[61]）
- キリング・イヴ/Killing Eve シーズン1（2019年、カーシャ）、シーズン2（オリヴァー）
- 梨泰院クラス（2020年、チョ・イソ〈キム・ダミ〉[62]）
- 青春の記録（2020年、アン・ジョンハ〈パク・ソダム〉[63]）
- ワンダヴィジョン（2021年）
- 産婦人科医アダムの赤裸々日記（2022年、シュルティ〈アンビカ・モット〉[64]）
- オリーLost Ollie（2022年、ビリー〈ケスラー・タルボット〉）[65]
- I AM 私の分岐点 シーズン2 #3（2022年、アリス〈エリー・ジェームズ〉[66]）
- コッソンビ 二花院の秘密（2023年、ユン・ダノ〈シン・イェウン〉[67]）
- ドクター・フー（2023年、ルビー・サンデー〈ミリー・ギブソン〉[68]）

#### アニメ
- ちいさなプリンセス ソフィア
- しゅつどう!パジャマスク（2016年、キャメロン[69][リンク切れ]）
- ファングボーン（2017年、ビル）
- グリンチ（2018年、フーの少年A[70]）
- バーフバリ 失われた伝説（2018年、バーフバリ〈少年〉[71]）
- アダムス・ファミリー（2020年、文句屋[72]）
- ミラキュラス・ワールド/ニューヨーク ユナイテッド・ヒーローズ（2021年、イオン[73]）
- プレイモービル マーラとチャーリーの大冒険（2021年、ヴァレラ[74]）
- オッドボールズ（2022年、エコー）
- キャッチ!ティニピン（2022年、ウインピン）
- エルマーのぼうけん（2022年、エルマー・エレベーター）

### その他コンテンツ
- クリエイト バイトジャングルのCM（ウェイトレス）[75][リンク切れ]
- シンクロのシティ トウキョウイングリッシュ[76][リンク切れ]
- 聴導犬レオンの声[77][リンク切れ]

### シリーズ一覧
1. ↑  第1クール（2019年）、第2クール（2019年）
2. ↑  第4期（2020年）、第7期（2024年）
3. ↑  壱の章（2020年 - 2021年）、弐の章（2021年 - 2022年）
4. ↑  Season 1（2022年）、Season 2（2023年）
5. ↑  第1期（2022年 - 2023年）、第2期（2024年）
6. ↑  シーズン1（2023年）、シーズン2完結編（2024年）
7. ↑  『テイコウペンギン』、『混血のカレコレ』、『全力回避フラグちゃん!』 、『円満解決!閻魔ちゃん』 、『ブラックチャンネル』

### 初出話一覧
1. ↑  第1217話初出
2. ↑  第94話初出
3. 1 2 3  第3話初出
4. ↑  第4話初出
5. ↑  第6話初出
6. 1 2 3  第7話初出
7. ↑  第10話初出
8. ↑  第2話初出
9. 1 2  第30話初出
10. ↑  第33話初出
11. ↑  第35話初出
12. ↑  第5話初出
13. ↑  第18話初出
14. ↑  第34話初出
15. ↑  第19話初出